# Mystacides bifidus
Mystacides bifidus är en nattsländeart som beskrevs av Martynov 1924. Mystacides bifidus ingår i släktet Mystacides och familjen långhornssländor. Utöver nominatformen finns också underarten M. b. dextrus.